# شلبی (آلاباما)
شلبی (به انگلیسی: Shelby) شهرکی در شهرستان شلبی ایالت آلاباما است که مساحت آن ۴۹٫۱۸ کیلومترمربع است و در سرشماری سال ۲۰۱۰ میلادی، ۱٬۰۴۴ نفر جمعیت داشته و تراکم جمعیتی آن، ۲۱٫۲۳ در کیلومترمربع بوده است.